# Doddathuppur, Gundlupet
Doddathuppur là một làng thuộc tehsil Gundlupet, huyện Chamarajanagar, bang Karnataka, Ấn Độ.